# طاقة بصرية

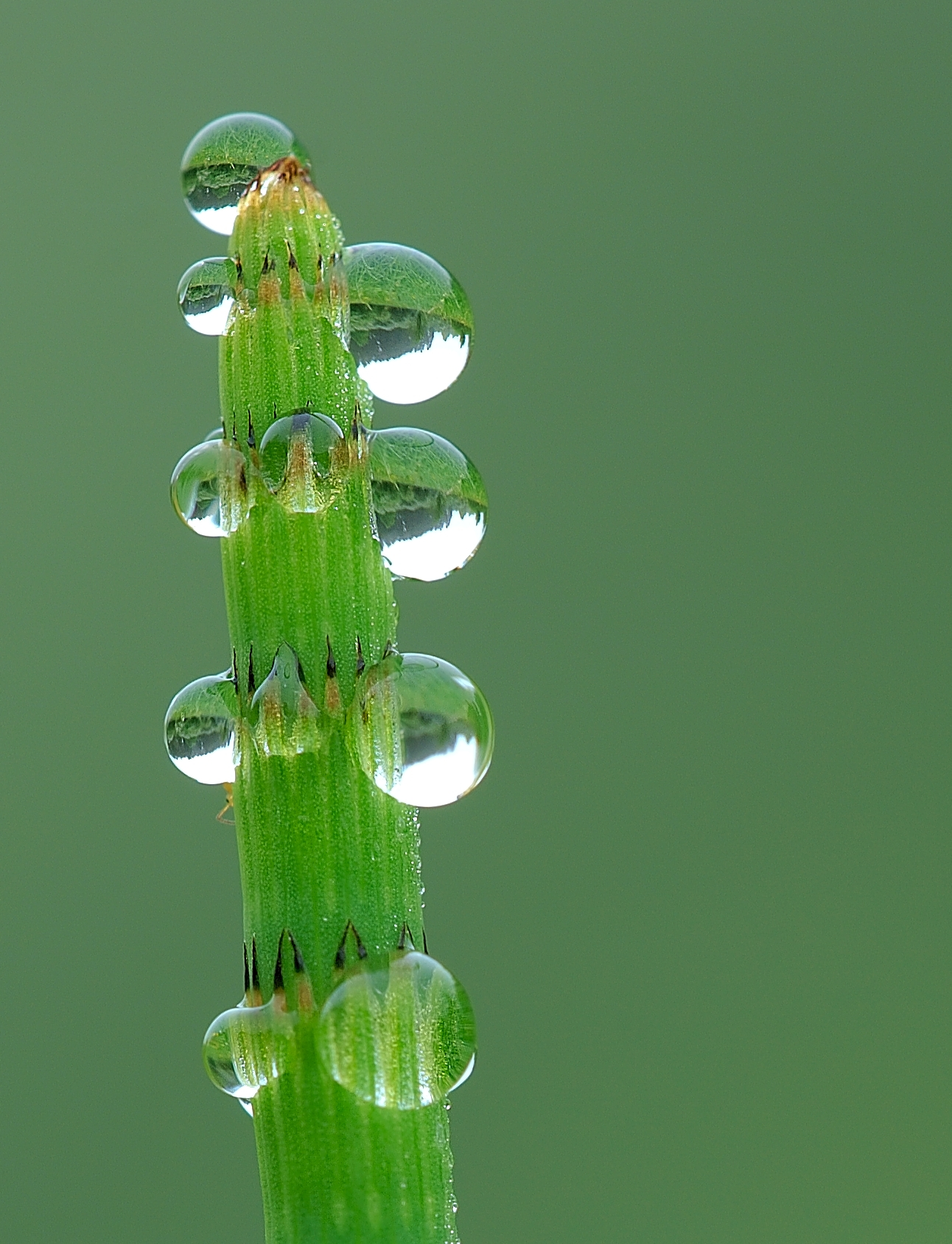

الطاقة البصرية (أيضا الطاقة الانكسارية، الطاقة المنكسرة، الطاقة المركزة، الطاقة المتجمعة ) هي الدرجة التي بها العدسة , المرآة أو أي جهاز بصرى يكون له القدرة على تقارب أو تباعد الضوء . و تساوى معكوس البعد البؤرى لأى جهاز ضوئي (P = 1/f ) . كما أن الطاقة البصرية العالية تتوافق مع البعد البؤرى الصغير .
- وحدة قياس الطاقة البصرية في النظام الدولى (SI ) هي معكوس المتر (m−1) , والتي تسمى ديبوتر .
- تحتوى العدسات المتقاربة على طاقة بصرية موجبة، بينما العدسات المتباعدة فتحتوى على طاقة بصرية سالبة .
- عندما تغمر عدسة داخل وسط انكسار، فإنه يتغير الطاقة البصرية والبعد البؤرى .
- عند وجود عدستان رقيقتان مقربين من بعض، فإن الطاقة البصرية للعدسات مجتمعة يساوى تقريبا مجموع الطاقات الضوئية لكل عدسة على حدى : P = P1 + P2 .وبالمثل، فإن الطاقة البصرية للعدسة المنفردة يساوى مجموع الطاقات لكل سطح على حدى . وهذا يطلق عليه قياس مدى البصر .
- عندما تحتوى العين على (كثير من) أو (قليل من )الطاقة المنكسرة اللازمة لتركيز الضوء على الشبكية فإنه يحدث لها خطأ انكسار .
- العين التي تعانى من قصر النظر تحتوى على طاقة كبيرة جدا ولذلك فإن الضوء يتركز على الجزء الأمامى من الشبكية . وبالمقابل، العين التي تعانى من طول النظر تحتوى على طاقة قليلة جدا فعنما تكون العين في حالة استرخاء، يتركز الضوء خلف الشبكية .
- العين التي بها طاقة منكسرة في خط زوال واحد يكون بها لا بؤرية وتختلف عن الطاقة المنكسرة الموجودة بخطوط الزوال الأخرى .
- تفاوت الانكسار هو احتواء عين واحدة على طاقة منكسرة مختلفة عن العين الأخرى .